# Nossa Senhora da Anunciada
Nossa Senhora da Anunciada is een plaats (freguesia) in de Portugese gemeente Setúbal en telt 16.092 inwoners (2001).